# 名越 (鎌倉市)
名越（なごえ）は、神奈川県鎌倉市大町にある旧地名。名越切通、名越隧道、名越踏切などにその地名が見える。

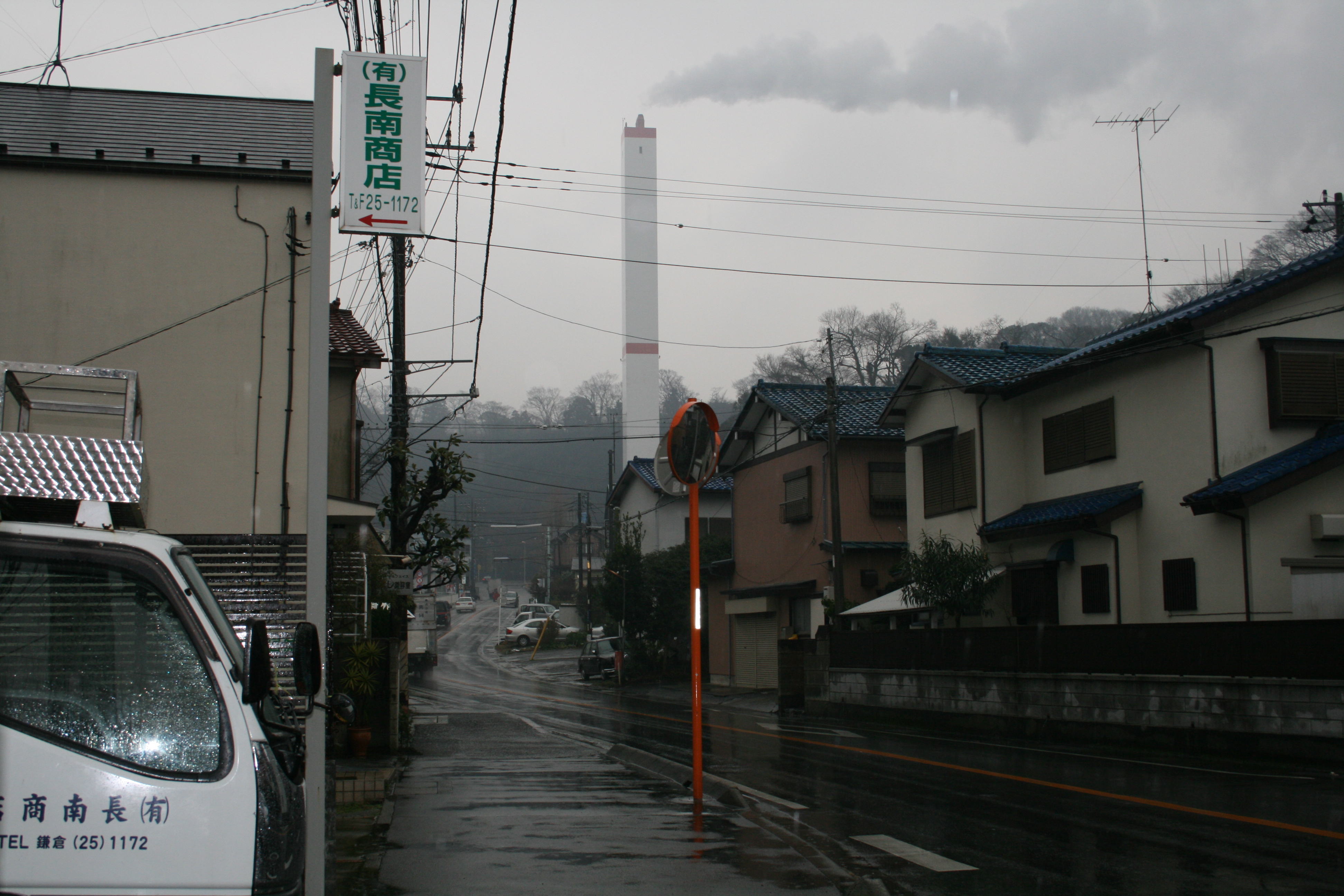
県道311号沿いの名越の町並み。名越隧道に至る緩やかな坂を名越坂と称する。前方に見えるのは名越クリーンセンターの煙突

京浜急行バスの鎌31系統（鎌倉駅 - 緑ヶ丘入口）に、名越停留所があり、神奈川県道311号鎌倉葉山線（旧国道134号線）沿いに、名越隧道に向けての一帯、および衣張山麓に切れ込む谷戸一帯が名越地区となる。名越地区のほぼ南端で、名越隧道手前の鎌倉市の清掃焼却所である名越クリーンセンターの長方形の特徴的な煙突は、遠方からもよく見える。中世以来、材木座や小町、大町と並んで庶民の生活地である。現在も寺社が点在する古い町並みの残す静かな住宅地となっている。

## 地理
鎌倉市の南東部に位置し、現在の行政区分上は大町3丁目、4丁目、5丁目、6丁目、7丁目あたりと2丁目の一部を指す。大町の9自治会のなかには「名越自治会」があり、大町7丁目に「名越自治会館」がある。
江戸時代に著された『新編鎌倉志』では、現在の鎌倉市大町3丁目1番22にある安養院を「名越の入口」と表現している。
小町、材木座、浄明寺といった地域に隣接し、名越切通の途中からは逗子市に入る。北西端の祇園山、衣張山の裾から浄明寺、逗子市にかけての丘陵部に小さな谷戸が無数に広がり、これら全体を含めて名越谷（なごえのたに）と呼ばれることもある。
大町7丁目あたりを水源とする逆川（滑川の支川）が地域内を東から西に横断し、北西方向からは神奈川県道311号鎌倉葉山線が東に向かって名越隧道まで走る。神奈川県道311号鎌倉葉山線は長勝寺の手前の名越踏切で横須賀線がクロスし、横須賀線は名越トンネルで逗子市に向かう。鎌倉七口の一つである名越切通旧道は、現在は横須賀線トンネルの直上に位置し、置石や掘割の遺構が残る。
前述のように尾根を越えて逗子側もかつては「名越」であり、鎌倉側の名越と接する旧久野谷村（現在の逗子市久木）には「西名越」（現在横須賀線の名越トンネル、県道311号の小坪隧道・新小坪隧道が開口する谷戸）、「東名越」（御猿畠を隔ててその東隣の谷戸）、旧小坪村（現在の逗子市小坪）にも「名越」（現・緑が丘バス停一帯）の小字名がある。また、逗子市久木9丁目には「名越溜池」「名越緑地」があり、後者は「名越緑地の里山」として逗子市景観資産に認定されている。

## 名前の由来
「名越」の地名は、かつての三浦方面への旧道（鎌倉・三浦往還〈三浦道〉：現在の県道311号、鎌倉期の大町大路にほぼ沿う）で、このあたりの坂及び切通しが難所で、「難越」（なこし）と呼ばれたことに由来すると言われる。文献上では、『吾妻鏡』中に、天福元年（1233年）の殺人事件に言及した記述に「名越坂」の記述が見える。また、元久3年／建永元年（1206年）に源実朝の「名越山の辺」で雪見をした旨、承久元年（1219年）の鎌倉の大火が名越山の際まで及んだ旨の記述がある。よって、鎌倉時代の極初期には、「名越」の地名の表記は成立していたと思われる。

## 歴史
鎌倉時代は初代執権北条時政がこの地に館を構えたことから、「名越殿」と呼ばれた。『吾妻鏡』には、建久3年（1192年）7月、源頼朝が「名越殿」を訪ねたとの記述がある。
時政以来、この地には北条氏の邸宅があった。父北条義時の勘気を被って廃嫡となった北条朝時が、祖父時政の屋敷を継承した事により名越次郎を名乗り、名越流北条氏の祖となる。
なお、大町3丁目より浄明寺方面へ抜ける釈迦堂切通しの直上の遺構が上記の北条時政邸跡と推定されてきたが、2008年に鎌倉市が行った発掘調査により、最も古い遺構でも13世紀後半で時政の時代まで遡れないことが明らかとなり、翌年「大町釈迦堂口遺跡」と名称が変更された。同遺跡は、鎌倉時代の未知の寺院跡と推測される。
また、問注所の執事であった三善康信の邸宅もこの地にあり、納められていた問注所の記録は「名越文庫」と呼ばれている。名越文庫は承元3年（1209年）1月26日に焼失した（『吾妻鏡』）。

## 寺院・史跡
安房国から鎌倉入りした日蓮が最初に構えた松葉ヶ谷草庵がこの地にあったとされ、日蓮宗とのつながりが強い地域である。松葉ヶ谷の妙法寺、安国論寺、長勝寺、名越谷の源義光（新羅三郎：甲斐武田氏、佐竹氏、南部氏、小笠原氏の祖）の邸宅があった大宝寺はいずれも日蓮宗の寺である。安国論寺の近くには名越大黒堂と呼ばれる小祠があり、名越坂へ向かう途中には鎌倉十井の一つ、銚子の井や日蓮乞水（鎌倉五名水）がある。また、名越をとりまく周辺の丘陵部や谷の頂上付近にはやぐらが多く、名越切通し脇のまんだら堂やぐら群、浄明寺との境界の釈迦堂ヶ谷には釈迦堂谷やぐら群・釈迦堂尾根やぐら群、山王堂ヶ谷の山王谷やぐら、大町7丁目の黄金やぐらなどがある。